# 布雷西亞籃球俱樂部
布雷西亞籃球俱樂部（義大利語：Pallacanestro Brescia）是意大利布雷西亞一个篮球俱乐部，成立于1936年。該队现在参加意大利篮球甲级联赛。

## 外部連結
- 官方网站 （意大利文）